# Cueta lunata
Cueta lunata is een insect uit de familie van de mierenleeuwen (Myrmeleontidae), die tot de orde netvleugeligen (Neuroptera) behoort. 
Cueta lunata is voor het eerst wetenschappelijk beschreven door Navás in 1912.